# I'll Kiss You
«I'll Kiss You» —en español: «Te besaré»— es una canción interpretada por la cantante estadounidense Cyndi Lauper en incluida en su primer álbum de estudio, She's So Unusual (1983). Fue compuesta por Lauper y Jules Shear.

## Información de la canción
Fue publicado exclusivamente como formato vinilo 7" solo en los Estados Unidos y de manera promocional. 
La canción es una pista de con influencias de synth pop, con un sonido extravagante del cual Cyndi se familiarizó en su álbum She's So Unusual. Con una letra alegre, detalla la búsqueda de una mujer por encontrar la poción de amor perfecta para seducir a un novio. La cara B, "Witness", tiene influencias de reggae.
No se realizó ningún video musical para su promoción.
- Datos: Q9006287